# Cufa
Pronunciação
Cufa (em árabe: الكوفة; romaniz.: Kufa) é uma cidade localizada no Iraque, a cerca de 170 km ao sul de Bagdá, e 10 km a nordeste de An-Najaf. Ela está localizado nas margens do rio Eufrates. A cidade de Cufa deu o nome à escrita cúfica, um estilo vertical de escrita árabe, originário daquela cidade.